# Очняк квітковий
Очняк квітковий (Aphantopus hyperantus) — вид денних метеликів родини Сонцевики (Nymphalidae).

## Назва
Вид A. hyperantus названо на честь персонажа давньогрецької міфології Гіперанта — одного з 50 синів Єгипта.

## Поширення

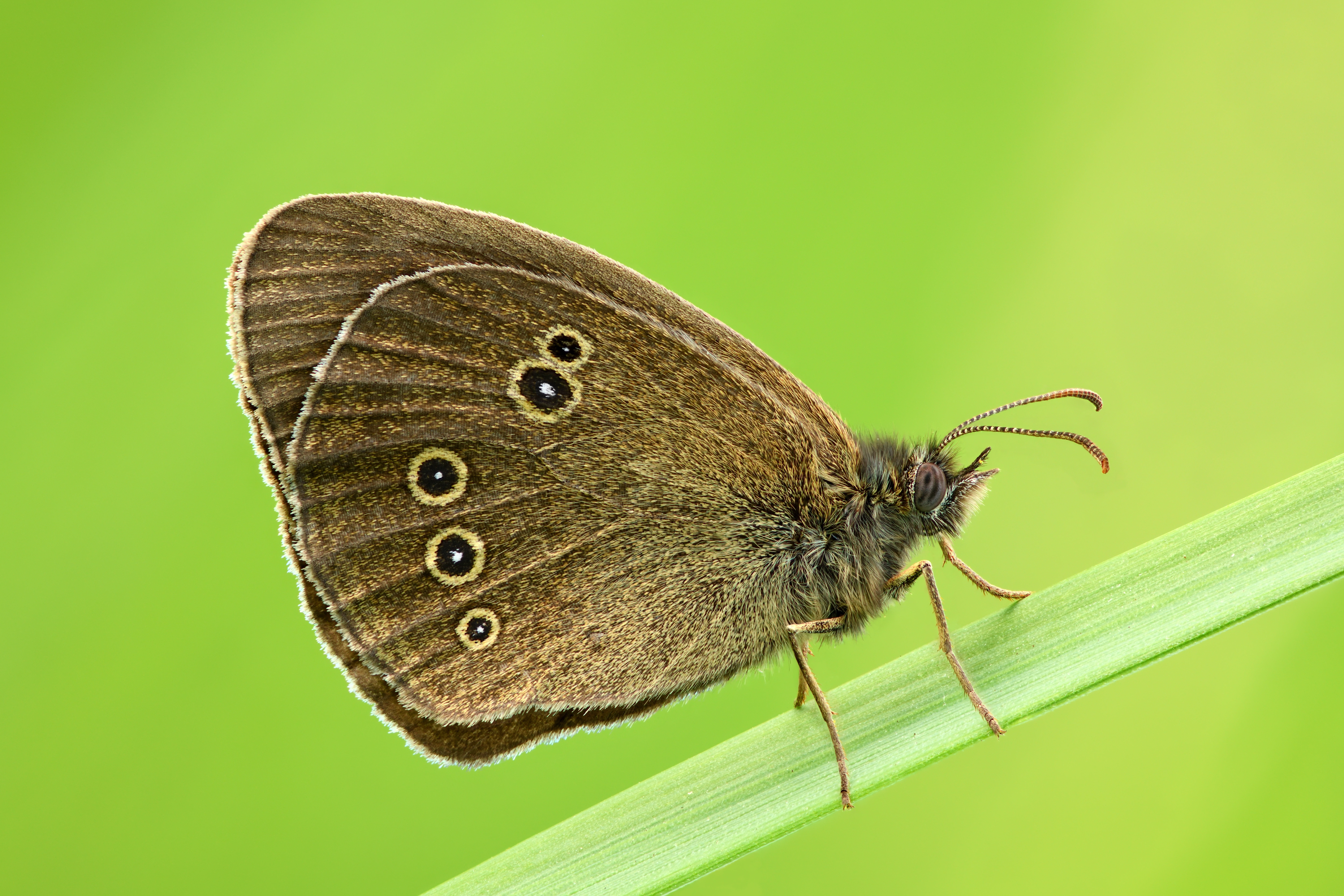

Вид поширений в Європі, Північній Африці та Північній Азії від Іспанії до Японії.

## Опис
Метелик з розмахом крил 20 — 24 мм. Забарвлення варіюється від світло-коричневого до темно-коричневого. Відмінною особливістю цих метеликів є наявність характерних вічок на нижніх і верхніх крилах (по 1-3 на кожному крилі), облямованих білою бахромою. Задні крила знизу коричневі, однотонні, з п'ятьма постдискальними вічками в двох групах. У окремих екземплярів число вічок менше зазначеного, аж до їх повного зникнення на передніх крилах і зверху задніх крил.

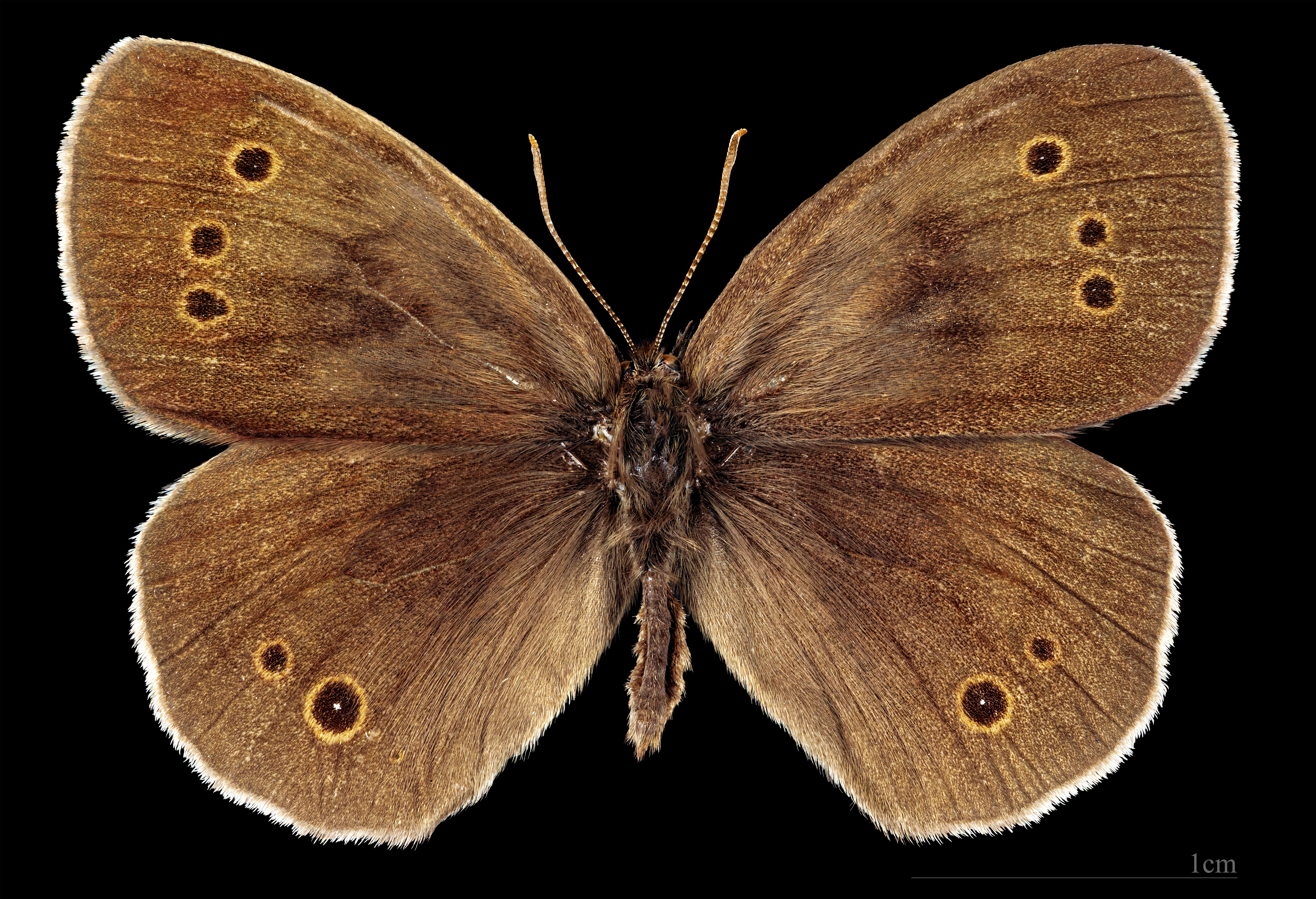
♂
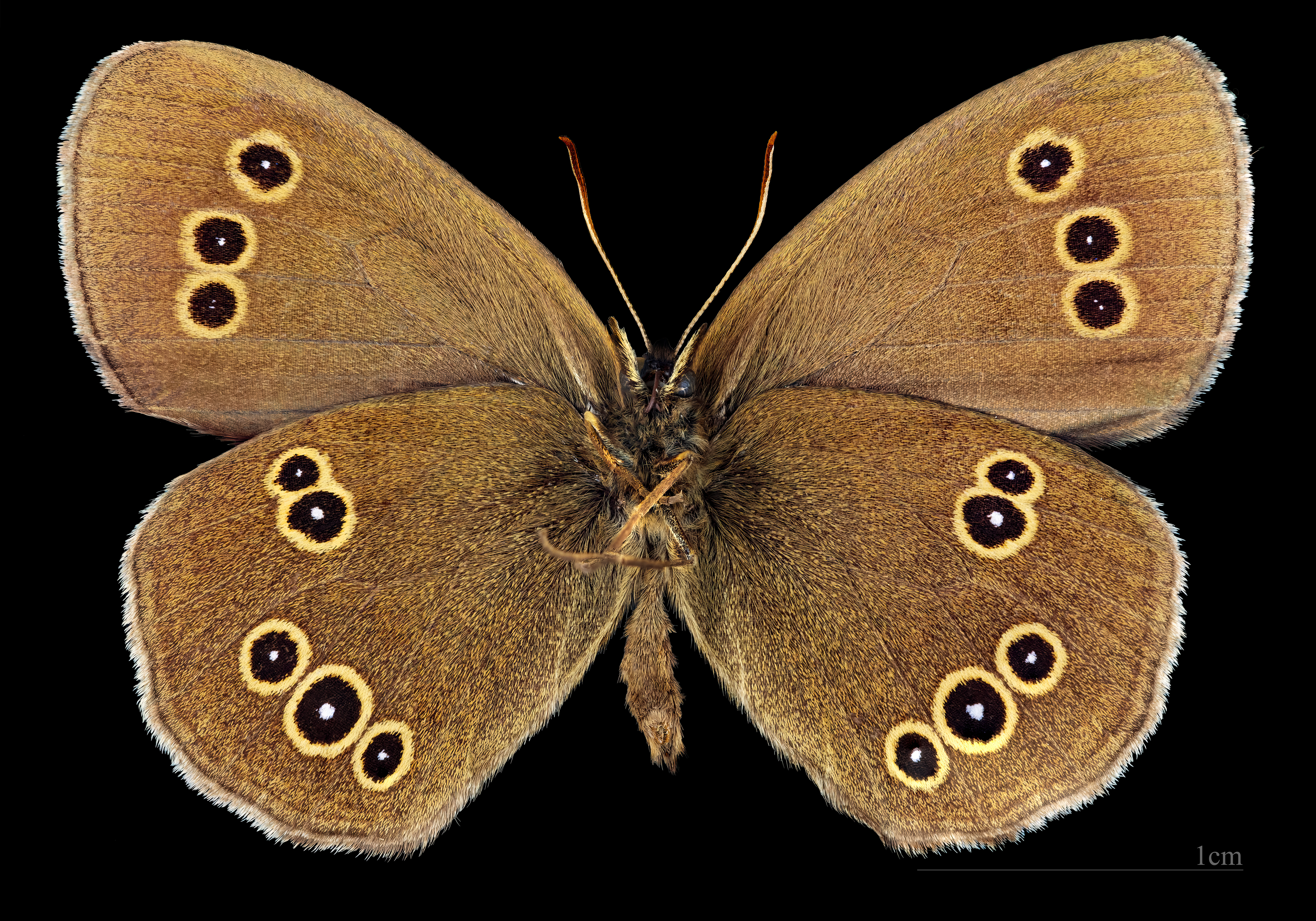
♂ △

## Спосіб життя
Мешкає у різноманітних лугових ділянках, лісах, по долинах річок або окраїнах боліт. Метелики літають з середини червня до кінця липня. Самиці відкладають яйця в польоті. Гусениці можуть бути бежевого, вохристого або сіро-коричневого кольору; мають темну лінію на спині і світлу — нижче чорних дихальців; покриті короткими волосками. Живуть на різних злаках, оляльковуються в підстилці.
Кормові рослини гусені
- Brachypodium sylvaticum
- Brachypodium pinnatum
- Phleum pratense
- Dactylis glomerata
- Festuca rubra
- Bromus erectus
- Bromus hordeaceus
- Cynosurus cristatus
- Poa pratensis
- Poa nemoralis
- Carex hirta
- Carex strigosa
- Carex sylvatic
- Carex brizoides
- Carex panice
- Agrostis capillaris
- Lilium effusum
- Agropyron repens
- Holcus mollis
- Holcus lanatus
- Deschampsia cespitosa
- Molinia caerulea
- Arrhenatherum elatius
- Calamagrostis epigejos